# Dirk Balthaus
Dirk Balthaus (* 5. Juli 1965 in Oberhausen) ist ein deutscher Jazzpianist und Komponist.

## Biografie
Balthaus begann mit sechs Jahren Klavier zu spielen. Mit 15 Jahren entdeckte er den Jazz. Eine wichtige Rolle spielte dabei der Unterricht von Pianist Peter Walter aus Essen und der Jazzkeller Eisenheim. 1986 zog er in die Niederlande um am Konservatorium Hilversum bei Frans Elsen, Henk Elkerbout und Rob Madna zu studieren. Nach seinem Studium zog er nach Amsterdam, wo er seitdem lebt.
1994 formte er ein Quartett mit Bert Lochs (Trompete/Flügelhorn), Sven Schuster (Bass) und Steve Altenberg (Schlagzeug) und nahm seine erste CD „tales of the frog“ auf. Seitdem ist er ein aktives Mitglied der Europäischen Jazzszene. Es folgten weitere CD-Produktionen, unter anderem „On Children's Ground“ mit dem Schlagzeuger John Engels. Er spielte mit Benny Golson, Lee Konitz, Ack van Rooyen, Frank Morgan, Benny Bailey, Lew Tabackin, Dale Barlow, Clarence Becton, Herb Geller, Ben Herman, Jack Parnell, Bud Shank, Eric Vloeimans, Gerd Dudek und Iman Spaargaren.
Dirk Balthaus spielt und komponiert für sein Pianotrio, das Trio Lochs/Balthaus/Herskedal, die Band JuzzFlirtin und die Band post-it painters; seit 2012 ist er der musikalische Leiter des Quintetts der Sängerin Sietske. Zudem ist er festes Mitglied von Joan Reinders Millennium Jazz Orchestra. Pädagogische Aktivitäten umfassen Unterricht, Workshops und Masterclasses an den Konservatorien von Osnabrück, Amsterdam, Arnheim, Enschede und Cluj (Rumänien).

## Diskografie (Auswahl)
- EyeMan All Stars: Sly Fly 2020 EyemanRecords (mit Iman Spaargaren, Hendrik Müller, Efraim Schulz-Wackerbarth)
- Lochs/Balthaus/Herskedal: "Choices" 2012 Berthold Records
- Millennium Jazz Orchestra: "Distrust all rules" 2011 St. MJO
- Millennium Jazz Orchestra: "Pretty Pumps" 2010 St. MJO
- Lochs/Balthaus/Herskedal: „kein Titel“ 2009 MUC
- Dirk Balthaus Trio: „Consolation“ 2009 Hi5 Records
- Cotton Club All Stars: „Amsterdam Jam“ 2007 Hi5 Records
- Léah Kline: „Juzz Flirtin“ 2007 Theatrics/Hi5 Records
- Balthaus/Lumeij/Grimbergen: „Gershwin“ 2006 Hi5 Records
- George Carlo M.: „Smooth Road“ 2004 Munich Records
- Volker Winck Quartet: „Body & Soul“ 2003 independent
- Willem Hellbreker Quartet: „Resonance“ 2003 Munich Records
- Dirk Balthaus Trio: „On Children's Ground“ 2002 Munich Records
- Dirk Balthaus Sextet: „The Healing“ 1997 Via Records
- Hot Bolshevik: „Post Cold War Groove“, 1995 Red Boogie
- Balthaus/Lochs 4-tet: „Tales of the frog“ 1994 ac.music records